# Fintry
Fintry är en ort i Storbritannien.   Den ligger i kommunen Stirling och riksdelen Skottland, i den nordvästra delen av landet, 600 km nordväst om huvudstaden London. Fintry ligger 98 meter över havet och antalet invånare är 691.
Terrängen runt Fintry är huvudsakligen kuperad, men åt nordväst är den platt. Fintry ligger nere i en dal. Runt Fintry är det mycket tätbefolkat, med 1 463 invånare per kvadratkilometer. Närmaste större samhälle är Cumbernauld, 17,3 km sydost om Fintry. Trakten runt Fintry består i huvudsak av gräsmarker.